# El acomodador
El acomodador es una película de Argentina filmada en blanco y negro dirigida por Edgardo Russo según su propio guion escrito en colaboración con Enrique Butti y con textos de Estela Figueroa, sobre cuentos de Felisberto Hernández y Edgar Allan Poe que se estrenó el 1 de diciembre de 1975 y que tuvo como actores principales a Oscar Meyer, Martha Barros y Chiry Rodríguez.

## Sinopsis
Filme sobre el filme en el filme, independiente en economía y en forma.

## Reparto
- Oscar Meyer
- Martha Barros
- Chiry Rodríguez
- Ramón Pati
- Ana Cohen
- Irma de Auquín
- Coco Di Paola
- Leticia Villamea
- Estela Figueroa
- Armonía Bugueiro
- Juan Vergel
- Roberto Maurer
- Susana Paradot
- Juan Carlos Rodríguez
- Estela Torti
- Raúl Cerdá
- Lechuga
- Chela Mengui
- Alicia Figueroa
- Alicia Dolinsky

## Comentarios
El Litoral escribió:

”Eludiendo toda convención la obra de Russo se caracteriza por sus abruptos cambios de óptica…del humor al drama, de la imaginación al realismo…De esta necesaria operación de desacralización….emerge una terrible certeza: filmar y asistir a una proyección son también maneras de ser un voyeur.”

Nuevo Diario de Santa Fe opinó:

”Infinitamente bella, barroca, poca por lo extremada, parca por lo infinita…es un film pensable y pensante, no perfecto…El film imperfecto es de sedimentación. Se sustenta en la memoria”